# توماس شرينر (كرة سلة)
توماس شرينر (بالألمانية: Thomas Schreiner)‏ مواليد 3 فبراير 1987 في سانت بولتن، النمسا، هو لاعب كرة سلة نمساوي. بدأ مسيرته الاحترافية في سنة 2004. يلعب مع نادي أندورا لكرة السلة في الدوري الإسباني لكرة السلة كلاعب هجوم خلفي. يحمل الرقم 5. لعب مع كابفنبيرغ بولز.

## الإنجازات
- الدوري الإسباني لكرة السلة الدرجة الثانية: (1) 2013–14

## روابط خارجية
- توماس شرينر على موقع الاتحاد الدولي لكرة السلة (الإنجليزية)
- توماس شرينر على موقع الدوري الإسباني لكرة السلة (الإسبانية)
- توماس شرينر على موقع كرة السلة الأوروبية.كوم (الإنجليزية)
- توماس شرينر على موقع ريلجم (الإنجليزية)
- توماس شرينر على موقع بروبوليرز (الإنجليزية)
- توماس شرينر على موقع سبورتس رفرنس (الإنجليزية)